# Quận Hocking, Ohio
Quận Hocking là một quận thuộc tiểu bang Ohio, Hoa Kỳ. Quận lỵ đóng ở Logan6. 
Dân số theo điều tra năm 2000 của Cục điều tra dân số Hoa Kỳ là 28.241 người.

## Địa lý
Theo Cục điều tra dân số Hoa Kỳ, quận này có diện tích 1097 km2, trong đó có 2 km2 là diện tích mặt nước.